# Ujroidi
Ujroidi (en ucraniano: Угроїди, romanizado: Uhroidy; en ruso: Угроеды, romanizado: Ugroedy) es un pueblo ucraniano perteneciente al óblast de Sumy. Situado en el norte del país, es parte del raión de Sumy y del municipio (hromada) de Krasnopilia.

## Geografía
Ujroidi se encuentra a orillas del río Ribitsia, un afluente del río Psel, 12 km al norte de Krasnopilia y a unos 50 km al este de Sumy. 

## Historia
Ujroidi fue fundado en 1652 y llegó a ser el centro del vólost de Pokrovske del uyezd de Ojtirka de la gobernación de Járkov del Imperio ruso.
Durante la Segunda Guerra Mundial, el pueblo estuvo ocupada por las tropas de la Wehrmacht entre el 15 de octubre de 1941 y 1943.
Ujroidi recibió el estatus de asentamiento de tipo urbano en 1957.En 1983, había una fábrica de azúcar, una destilería y una granja estatal.
Hasta el 18 de julio de 2020, Ujroidi formó parte del raión de Krasnopilia. El raión se abolió en julio de 2020 como parte de la reforma administrativa de Ucrania, que redujo el número de raiones del óblast de Sumy a cuatro. El área del raión de Krasnopilia se fusionó con el raión de Sumy.En 2023, Ujroidi perdió el estatus de asentamiento de tipo urbano en la legislación ucraniana debido a la eliminación de este estatus administrativo.

## Demografía
La evolución de la población de Ujroidi entre 1959 y 2022 fue la siguiente:
| 5161                                                          | 3957 | 3214 | 2352 | 2159 | 2055 | 1837 |
| (Fuente: Cities & Towns of Ukraine y UKRAINE: Größere Städte) |      |      |      |      |      |      |

Según el censo de 2001, la lengua materna de la mayoría de los habitantes, el 93,31%, es el ucraniano; del 5,64% es el ruso.

## Infraestructura

### Transporte
El asentamiento tiene acceso por carretera a Krasnopilia.  